# Хмелецький Віктор Іванович
Ві́ктор Іва́нович Хмеле́цький (7 червня 1978, Володимир-Волинський — 28 липня 2014, Савур-Могила) — майор Збройних сил України, учасник російсько-української війни.

## Біографія
Народився Віктор Хмелецький у Володимирі-Волинському. Навчався У Володимир-Волинській ЗОШ № 3, після закінчення школи вступив до військового училища. Після закінчення навчання служив у рідному місті у 51-й механізованій бригаді начальником відділення зв'язку штабу. Він жив без однієї нирки, але хотів боронити Батьківщину на передовій нарівні з іншими бійцями. Загинув Віктор Хмелецький під час мінометного обстрілу 28 липня 2014 року під час штурму Савур-Могили біля села Саурівка Шахтарського району Донецької області.
Удома у Віктора Хмелецького залишились дружина, син та донька.
Похований Віктор Хмелецький у рідному місті Володимирі-Волинському.

## Вшанування пам'яті
21 жовтня 2014 року — за особисту мужність і героїзм, виявлені у захисті державного суверенітету та територіальної цілісності України, вірність військовій присязі під час російсько-української війни, відзначений — нагороджений орденом Богдана Хмельницького III ступеня (посмертно).
29 жовтня 2014 року Володимир-Волинська міська рада посмертно нагородила Віктора Хмелецького почесною відзнакою «За заслуги перед містом Володимир-Волинський». 24 квітня 2015 року Віктору Хмелецькому разом із іншими загиблими в АТО військовослужбовцями, які були жителями міста Володимира-Волинського, було присвоєне звання «Почесний громадянин міста Володимира-Волинського». 22 квітня 2015 року у Слов'янському парку у Володимирі-Волинському була закладена Алея Слави у пам'ять жителів міста, які загинули на сході України під час проведення антитерористичної операції. Студенти Володимир-Волинського агротехнічного коледжу висадили у парку 8 дубів у пам'ять про загиблих жителів міста — Василя Спасьонова, Леоніда Полінкевича, Ігора Упорова, Олександра Максименка, Михайла Ілляшука, Дмитра Головіна, Дмитра Колєснікова та Віктора Хмелецького.
13 жовтня 2015 року, напередодні Дня захисника України, на фасаді НВК «ЗОШ № 3-ліцей» відкрито дошки пам'яті на честь випускників школи, які загинули під час російсько-української війни — Віктора Хмелецького та Дмитра Колєснікова.